# 진화 인류학
진화 인류학은 인간과 인간 행동의 진화에 대한 학제간 연구, 그리고 유인원과 비인류 영장류 사이의 관계에 대한 학제적¹ 연구이며, 자연 과학과 사회과학을 기반으로 한다. 진화 인류학의 다양한 분야는 다음과 같다.
- 인간의 진화와 인류학
- 인간과 비인간 영장류의 고생물학과 고인류학
- 영장류학 및 영장류 동물행동학
- 역사언어학에 대한 계통발생학적 접근을 포함한 인간 행동의 사회문화적 진화
- 진화심리학과 인간의 진화언어학
- 인간 기술과 시간과 공간에 따른 변화에 대한 고고학적 연구
- 인간 진화 유전학 및 시간 경과에 따른 인간 게놈의 변화
- 인간과 영장류의 인지, 문화, 행동 및 능력에 대한 신경과학, 내분비학, 신경 인류학
- 인간 행동 생태학 및 인간과 환경 간의 상호 작용
- 인체 해부학, 생리학, 분자 생물학, 생화학, 종 간의 차이와 변화, 인간 집단 간의 변이, 문화적 요인과의 관계에 대한 연구

진화 인류학은 과거와 현재 인간의 생물학적 및 문화적 진화를 모두 연구한다. 과학적 접근 방식을 기반으로 고고학, 행동 생태학, 심리학, 영장류학 및 유전학과 같은 분야를 통합한다. 역동적이고 학제 간 분야로서 과거와 현재의 인간의 조건을 이해하기 위해 넓은 범위의 지식을 사용한다.
인간의 생물학적 진화에 대한 연구는 일반적으로 인간 형태의 진화에 초점을 맞춘다. 문화 진화는 시간과 공간에 따른 문화적 변화에 대한 연구를 포함하며 종종 문화 전달 모델을 통합한다. 문화적 진화는 생물학적 진화와 같지 않다. 인간 문화는 문화적 정보의 전달을 포함하며(밈과 비교), 그러한 전달은 인간 생물학, 유전학과 매우 다른 방식으로 행동할 수 있다. 문화적 변화에 대한 연구는 분지론과 유전적 모델을 통해 점점 더 많이 이루어지고 있다.